# Francis Crawford Burkitt
Francis Crawford Burkitt (Londra, 1864 – Cambridge, 1935) è stato un teologo, biblista e orientalista britannico.
Formatosi al Trinity College di Cambridge, fu docente all'università di Cambridge dal 1905. È conosciuto per opere come Le prime fonti sulla vita di Gesù (1910), La religione dei Manichei (1925), Chiesa e gnosi (1932).
Nel 1923, la British Academy istituì la Medaglia Burkitt in suo onore.